# Mniophila muscorum
Mniophila muscorum är en skalbaggsart som först beskrevs av Koch 1803.  Mniophila muscorum ingår i släktet Mniophila, och familjen bladbaggar. Arten är reproducerande i Sverige.